# Iglesia de la Soledad (Ciudad de México)
La Iglesia de la Soledad, oficialmente Iglesia de la Santa Cruz y la Soledad, es una iglesia parroquial 
católica ubicada en el Centro Histórico de la Ciudad de México.

Esta parroquia fue la séptima establecida en la Ciudad de México. 

## Historia

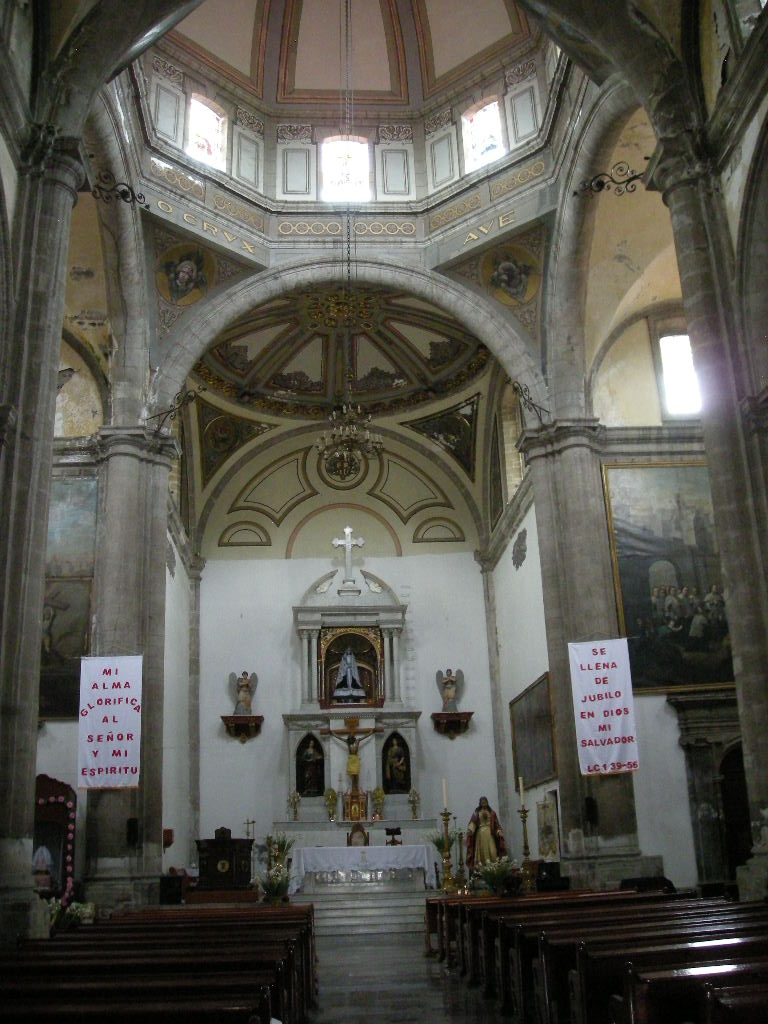
Nave principal

En 1574 el rey Felipe II concedió a los hermanos de la Orden de San Agustín llegados a México, una doctrina de indios a fin de impartir la fe cristiana. Los hermanos agustinos iniciaron su actividad en una antigua ermita instalada en un barrio indígena, que bajo su administración y reformas llegó a adquirir rango de priorato. Hacia principios del siglo XVII, los agustinos habían logrado construir un edificio de importancia, que fue consagrado en 1731. En 1750 la iglesia fue secularizada.
De acuerdo con los documentos originales, la estilo de la arquitectura inicial de la Iglesia era renacentista. Estaba construida en mampostería y rematada con una bóveda en arenisca y destinada a la veneración de la Virgen de la Soledad. Después de que los Agustinos dejaron el lugar, la iglesia fue reconstruida por el Padre Gregorio Pérez Cancio con la ayuda de los arquitectos Cayetano de Sigüenza, Idelfonso Iniesta Bejarano, Francisco Antonio de Guerrero y Torres e Ignacio Castera. La etapa de construcción se dio por finalizada en 1787 y el templo se consagró fue en 1792.
Durante las últimas décadas del siglo XVIII, la iglesia fue ampliada y embellecida por el Padre Gregorio Pérez Cancio con la ayuda de los arquitectos Cayetano de Sigüenza, Idelfonso Iniesta Bejarano, Francisco Antonio de Guerrero y Torres e Ignacio Castera. siguiendo las pautas constructivas del estilo neoclásico, conformando el edificio que se conserva hasta la actualidad. Fue terminada en 1787 y consagrada en 1792, actualmente se encuentra con esta construcción.
La iglesia sufrió deterioros con el paso del tiempo y su anexo se convirtió en hogar para los indios en la década de 1930, posteriormente en escuela, dejando a la iglesia con la mitad de su espacio original. Varios robos de los años 1940 a 1970 causaron la pérdida de candelabros, cálices de plata y de un relicario. En 1970, un accidente de autobús dañó de manera considerable la valla exterior y agrietó parte del muro. El edificio, que había sido declarado monumento nacional en 1931, fue restaurado en 1982, permitiéndole recuperar parte de su aspecto colonial original.

## Ubicación
La Iglesia está ubicada en el barrio de La Merced frente a la Plaza de la Soledad. El barrio de La Merced es conocido como una zona relacionada con el ejercicio de la prostitución. 

## Descripción

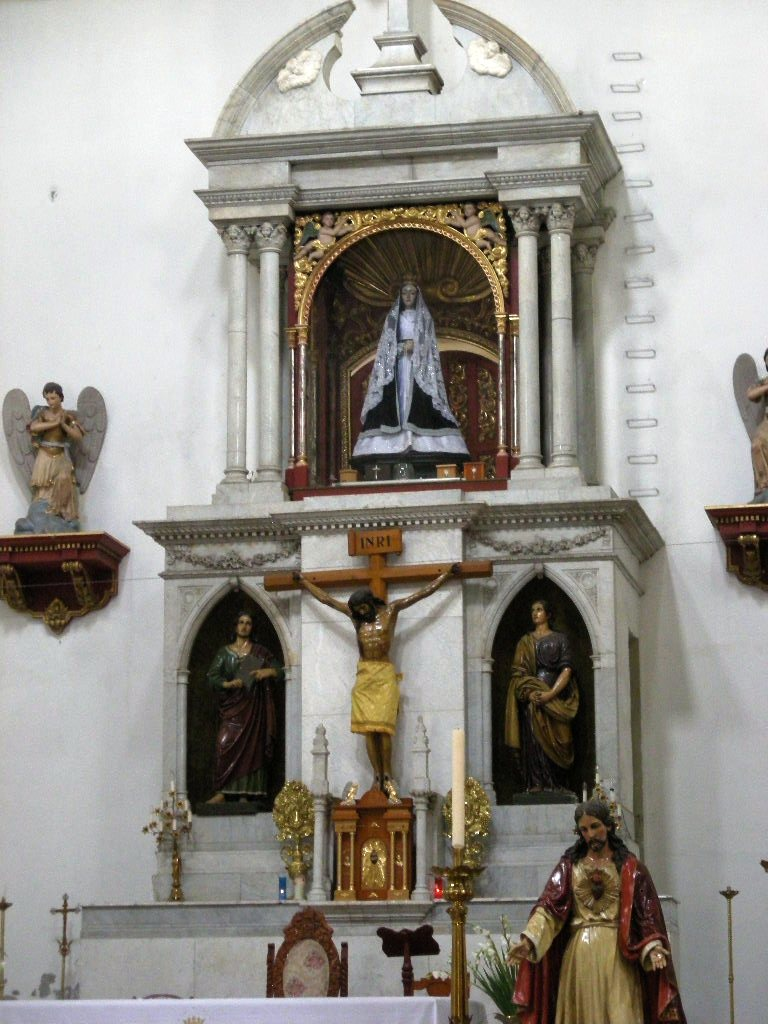
Área con la imagen de la Virgen de la Soledad

La fachada del edificio del siglo XVIII es neoclásica, cubierta de piedra arenisca gris y pilastras del mismo material. Se divide en cinco secciones con un portal principal que tiene dos niveles y un ápice. La ornamentación del portal incluye elementos simbólicos de la Pasión de Cristo y las figuras de Juan Bautista y María Magdalena, entre otros. En el centro del segundo nivel se encuentra una imagen de la Virgen de la Soledad enmarcada por un par de pilastras jónicas. Las otras secciones de la fachada están divididas por pilares y tienen esculturas de Nicodemo y José de Arimatea. El conjunto está coronado por un entablamento, que tiene dos ápices y un frontón curvo con un relieve de una cruz. A los lados de la fachada hay dos grandes campanarios circulares, cada uno con cuatro arcos.
El interior es rectangular con tres naves. Seis columnas neoclásicas esculpidas sostienen la nave principal con arcos que soportan otras partes del edificio. El techo está formado por bóvedas de cañón con lunetas en las tres áreas principales de la nave central. La cúpula tiene planta octogonal. Por encima del presbiterio hay otra bóveda y un techo formado por ocho bóvedas de cañón pequeñas. El suelo está cubierto por mosaicos rojos y blancos en la nave principal y verdes y blancos en el presbiterio. Ocho ventanas están alineadas en las paredes laterales y otras ocho en la cúpula, lo que permite la entrada de luz natural.
El área del coro es grande, extendiéndose sobre la parte posterior de las tres naves y está sostenida por tres arcos. El área está rodeada por una barandilla de hierro forjado con pequeñas campanas. El área de tabernáculo es de madera y contiene una imagen de la Virgen de la Soledad, cuyo ropaje es una túnica negra con bordados en hilos de plata.
El altar de mármol fue colocado en 1903, es neoclásico al igual que el púlpito y la balaustrada del coro. La mayoría de los muebles son del siglo XIX. Tiene pinturas en la sacristía y una de Miguel Cabrera llamada “La Santísima Trinidad”.

## Archivos históricos
A lo largo de los siglos, los archivos de la iglesia preservaron documentos de gran valor para la investigación histórica. El más antiguo de ellos data de 1633. En su conjunto, constituyen un testimonio de las actividades parroquiales y permiten reconstruir aspectos sociales poco conocidos del pasado de la comunidad parroquial.

## Imágenes
- Wikimedia Commons alberga una categoría multimedia sobre Iglesia de la Soledad.